# Vaccinium chlaenophyllum
Vaccinium chlaenophyllum là một loài thực vật có hoa trong họ Thạch nam. Loài này mới được phát hiện năm 2020 tại tỉnh Lâm Đồng, Việt Nam.